# Blind Man's Eyes
Blind Man's Eyes è un film muto del 1919 diretto da John Ince. La sceneggiatura di June Mathis si basa sull'omonimo romanzo di William Briggs MacHarg e di Edwin Balmer pubblicato a Boston nel 1916. W. Emory Cheesman riprese la sceneggiatura per adattarla a un racconto uscito nell'aprile 1919 su Photo-Play Journal.

## Produzione
Le riprese del film, prodotto dalla Metro Pictures Corporation e girato negli studi della compagnia a Hollywood, durarono dal 6 gennaio a inizio febbraio 1919. I set per il film includevano la replica di una carrozza ferroviaria Pullman. La casa di produzione noleggiò anche un vero treno per le scene in interni e in esterni.

## Distribuzione
Il copyright del film, richiesto dalla Metro Pictures Corp., fu registrato il 19 marzo 1919 con il numero LP13514.

Distribuito dalla Metro Pictures Corporation, il film uscì nelle sale statunitensi il 10 marzo 1919 presentato poi, il 6 aprile, all'Hippodrome di Los Angeles.

In Danimarca, il film fu distribuito il 5 dicembre 1921 con il titolo Hasard; in Germania, distribuito dalla Universum Film (UFA), uscì nel marzo 1923 come Im Netz verstrickt.
Non si conoscono copie ancora esistenti della pellicola che viene considerata presumibilmente perduta.